# Acasta spongites
Acasta spongites är en kräftdjursart som först beskrevs av Giuseppe Saverio Poli 1791.  Acasta spongites ingår i släktet Acasta och familjen Archaeobalanidae. Inga underarter finns listade i Catalogue of Life.